# Chasnay
Chasnay là một xã của tỉnh Nièvre, thuộc vùng Bourgogne-Franche-Comté, miền trung nước Pháp.

## Dân số
Theo điều tra dân số 1999 có dân số là 133. Vào ngày 1-1-2005, xấp xỉ là 143.